# Dielsiocharis
Dielsiocharis là chi thực vật có hoa trong họ Cải.